# Das Mädel von Capri
Das Mädel von Capri ist ein deutsches Stummfilmmelodram aus dem Jahre 1924 von Friedrich Zelnik mit seiner Gattin Lya Mara in der Haupt- und Titelrolle.

## Handlung
Die junge Bianca leidet unter der Fuchtel ihrer Stiefmutter und rückt daher, als Junge verkleidet, eines Tages von daheim aus. Da sie tänzerisch nicht eben unbegabt ist, verdient sie auf der Flucht ihr erstes eigenes Geld in einer entsprechenden Schenke. In dieser Herberge untergekommen, belauscht Bianca eines Nachts das Gespräch des Wirtes mit einem anderen Mann. Die beiden planen offenbar, anschließend ins Schloss der Grafen Montebello einzubrechen. Noch immer als Junge verkleidet, flitzt Bianca aus dem Wirtshaus und steigt selbst im Schloss ein, um den Besitzer zu warnen. Die Diebe treffen wenig später ein und werden von ihr und dem jungen Grafen überwältigt und gefesselt. Als Dank für seinen/ihren Einsatz bietet der Graf dem angeblichen Jungen an, sein Gast zu sein und sich hier niederzulassen. Erst jetzt wird dem Grafen klar, dass er ein junges Mädchen vor sich hat. Der junge Adelige beginnt sich in die neckische Kleine zu verlieben und plant, Bianca zu heiraten.
Dies löst bei einem der Bediensteten schwere Kopfschmerzen aus, und er benachrichtigt sofort den Vater des Grafen Montebello, auf dass dieser ein Machtwort sprechen möge. Der alte Graf reist aus Rom an und wirft Bianca in Abwesenheit des Sohnes kurzerhand aus dem Schloss. Über einen alten Kontakt, als sie noch als Tänzerin auftrat, knüpft Bianca daraufhin Kontakt mit einer Zeitungsredaktion, wo man sie zunächst als Büromädchen einstellt. In der Folgezeit findet die Neu-Journalistin Bianca heraus, dass ein Falschspieler namens Baron Rocca ihren Herzbuben, Graf Montebello, gerade ausplündert und entlarvt den Ganoven in flagranti. Ihr Boss, Redaktionsleiter Stellari, macht daraufhin dem alten Grafen Montebello klar, dass jene Bianca nun bereits mehrfach seinem Sohn geholfen und im Fall der beiden Einbrecher womöglich sogar das Leben gerettet habe. Schließlich gibt der Alte nach und hat nun nichts mehr gegen eine Hochzeit seines Filius’ mit Bianca einzuwenden.

## Produktionsnotizen
Das Mädel von Capri, gedreht unter dem Titel Die Waise von Capri, entstand im Frühjahr 1924 an süditalienischen Drehorten wie Capri, Neapel, Pompeji sowie Rom. Der Film passierte am 3. Mai desselben Jahres die Zensur und wurde mit Jugendverbot belegt. Die Berliner Premiere fand am 10. Juli 1924 im Marmorhaus statt. Die Länge des Fünfakters betrug 1903 Meter.
Hans Sohnle und Otto Erdmann gestalteten die Filmbauten.

## Kritiken
Das Grazer Tagblatt lobte eine überaus spannende Handlung und stellte im Übrigen die postkartenidyllischen Ansichten der Außendrehorte heraus. Man müsse dem Film dankbar sein, der „uns dies paradiesisches Stück Erde in prachtvollen, lebensatmenden Bildern auf die Leinwand zaubert.“
Auch die Linzer Tages-Post verwies auf die schönen Italien-Ansichten und schrieb: „… gewiß ein Umstand mehr, der diesem Film Wert verleiht.“ Die darstellerischen Leistungen wurden als „vorzüglich“ gelobt.
Die sozialistische Arbeiter Zeitung sah den Streifen deutlich kritischer. Dort heißt es, „Die Waise von Capri“ sei „ein nicht gerade guter, aber ganz netter Unterhaltungsfilm, der wenigstens Tempo hat, leider aber auch wieder einen schlechten „Star“.“ Schließlich wurde in Bezug auf das Ehepaar Mara-Zelnik die mokante Frage gestellt: „Müssen denn in den deutschen Filmen immer von den vierzigjährigen Gattinnen der Regisseure dargestellt werden? Dann wundern sich die Filmindustriellen, daß diese Filme nicht nach Amerika zu verkaufen sind.“
Das Tagblatt verwies ebenfalls auf die herrlichen Süditalien-Aufnahmen, lobte aber auch Darstellung der Bianca: „In der Hauptrolle … hat Lya Mara wieder Gelegenheit, ihre reife Kunst zu zeigen und sich neue Verehrer zu gewinnen.“